# Пам'ятки Конотопа

Пам'ятний знак Конотопської битви

У місті Конотоп Сумської області на обліку перебуває 11 пам'яток архітектури і 25 пам'яток історії.
11 липня 2015 р., з нагоди 356-ї річниці Конотопської битви, у Конотопі відкрили пам'ятний знак.

## Пам'ятки історії
| #  | охоронний номер | назва | дата створення        | адреса                          |
| -- | --------------- | --- | --------------------- | ------------------------------- |
| 1  | 1322            | Братська могила учасників громадянської війни | 1918 рік              | Вулиця Вирівська, 44, кладовище |
| 2  | 40              | Група братських могил (2) радянських військовополонених | 1957 рік              | Вулиця Братів Лузанів,32        |
| 3  | 38              | Братська могила радянських воїнів та журналістів | 1956 рік              | Вулиця Вирівська, 44, кладовище |
| 4  | 37              | Братська могила жертв фашизму | 1957 рік              | Вулиця Успенсько-Троїцька, 84   |
| 5  | 39              | Братська могила жертв фашизму | 1948 рік              | Вулиця Успенсько-Троїцька, 72-а |
| 6  | 1332            | Місце страти німецькими окупантами 3 000 жителів міста | 1996 рік              | Вулиця Тургенєва                |
| 7  | 1340            | Могила Драгомирова М. І. — російського військового діяча, генерала                                                                                         | 1905 рік              | Вулиця Володимира Великого      |
| 8  |                 | Могила Зарецького В. П., який загинув у Афганістані | 1981 рік              | Вулиця Вирівська, 44, кладовище |
| 9  |                 | Могила Максименка О. В., який загинув у Афганістані | 1985 рік              | Вулиця Вирівська, 44, кладовище |
| 10 |                 | Могила Ішутова І. С., який загинув у Афганістані | 1988 рік              | Вулиця Вирівська, 44, кладовище |
| 11 | 1320            | Садиба Драгомирова М. І. — російського військового діяча                                                                                                   | середина ХІХ століття | Вулиця Генерала Драгомирова, 18 |
| 12 |                 | Головні залізничні майстерні | 1869 рік              | Європейська площа               |
| 13 |                 | Водогінна вежа | 1928-1929 роки        | Вулиця Шухова                   |
| 14 | 45              | Будинок, в якому народилися і провели дитячі та юнацькі роки революційні діячі брати Радченко С. І. та Радченко І. І.                                      | початок ХХ століття   | Вулиця Генерала Тхора, 111      |
| 15 | 47              | Будинок, в якому розміщалась підпільна друкарня конотопської організації РСДРП                                                                             | 1903 рік              | Вулиця Депутатська, 65          |
| 16 | 48              | Будинок, в якому 3 березня 1917 року відбулося перше легальне засідання конотопської організації РСДРП(б)                                                  | 1905 рік              | Вулиця Анатолія Шульги, 46      |
| 17 | 1312            | Будинок, в якому в 1917-1918 роках розміщався конотопський комітет РСДРП(б)                                                                                | початок ХХ століття   | Вулиця Стаханівська, 3          |
| 18 | 502             | Будинок, в якому з жовтня 1917 по березень 1918 року розміщався штаб Червоної гвардії і формувалися перший та другий червоногвардійські конотопські загони | кінець ХІХ століття   | Вулиця Чкалова                  |
| 19 | 46              | Будинок, в якому жив Новиков П. У. — перший голова комітету конотопської організації РСДРП(б) та ревкому міста                                             | 1901-1902 роки        | Вулиця Анатолія Шульги, 6       |
| 20 | 51              | Будинок, в якому в лютому — березні 1918 року розміщався конотопський підпільний ревком                                                                    | початок ХХ століття   | Вулиця Колективна, 48           |

## Пам'ятки архітектури
| #  | назва | рік                          | адреса                                                  |
| -- | --- | ---------------------------- | ------------------------------------------------------- |
| 1  | Будинок культури «Зоряний» | 1954 (архіт.)                | проспект Червоної Калини, 7                             |
| 2  | Будинок Рад | 1926-1927 (архіт.)           | проспект Миру, 8                                        |
| 3  | Будинок, у якому містився райком КПУ | 1959 (іст., архіт.)          | Ярмаркова площа, 12                                     |
| 4  | Водогінна вежа | 1928-1929 (архіт., іст.)     | площа Конотопських дивізій                              |
| 5  | Вознесенська церква | 1824-1846 (архіт.)           | вулиця Володимира Великого, 4                           |
| 6  | Головний корпус жіночої гімназії | XX століття (архіт.)         | вулиця Виконкомівська, 14                               |
| 7  | Головні залізничні майстерні (Заводоуправління; Тендерний цех; Паровозо складальний цех; Інструментальний цех; Ливарний цех; Складальний цех; Котельня) | 1899-1912 (архіт., іст.)     | Європейська площа                                       |
| 8  | Дитячий садок | 1937 (архіт.)                | вулиця Короленка, 4                                     |
| 9  | Другий корпус жіночої гімназії. | ХХ століття (архіт.)         | вулиця Виконкомівська, 17. проспект Червоної Калини, 17 |
| 10 | Житловий будинок | 1954 (архіт.)                | вулиця Свободи, 11                                      |
| 11 | Житловий будинок | 1936 (архіт.)                | вулиця Клубна, 9                                        |
| 12 | Житловий будинок | 1950 (архіт.)                | проспект Миру, 80                                       |
| 13 | Житловий будинок | 1950 (архіт.)                | проспект Миру, 82                                       |
| 14 | Житловий будинок | 1953 (архіт.)                | проспект Миру, 10                                       |
| 15 | Житловий будинок | 1956 (архіт.)                | проспект Червоної Калини, 24                            |
| 16 | Житловий будинок | 1958 (архіт.)                | проспект Червоної Калини, 8                             |
| 17 | Житловий будинок | 1946 (архіт.)                | вулиця Богдана Хмельницького, 5                         |
| 18 | Житловий будинок залізничників | 1913 (архіт.)                | вулиця Свободи, 35.                                     |
| 19 | Житловий будинок лікарів Залізничної лікарні | 1906 (архіт.)                | вулиця Садова, 131                                      |
| 20 | Залізничний вокзал станції «Конотоп» | 1953 (архіт.)                | вулиця Свободи, 23                                      |
| 21 | Залізничне технічне училище | 1890 (архіт.)                | вулиця Чкалова, 1                                       |
| 22 | Земський будинок | 1912 (архіт.)                | проспект Червоної Калини, 17                            |
| 23 | Кінотеатр «Мир» | 1959 (архіт.)                | площа Миру, 4                                           |
| 24 | Клуб залізничників | 1928 (архіт.)                | вулиця Клубна, 2                                        |
| 25 | Лікарня залізничників. Головний корпус | початок ХХ століття (архіт.) | вулиця Садова, 98                                       |
| 26 | Миколаївська церква | 1891 (архіт.)                | вулиця Івана Скоропадського, 61                         |
| 27 | Міське чотирикласне училище | 1898 (архіт.)                | вулиця Виконкомівська, 7                                |
| 28 | Пологовий будинок і дитяче відділення лікарні залізничників.                                                                                            | ХХ століття (архіт.)         | вулиця Садова, 98                                       |
| 29 | Садиба Генерала Драгомирова (Головний будинок; Флігель і служби).                                                                                       | ХІХ століття (архіт.)        | вулиця Драгомирова,18                                   |
| 30 | Школа № 5 | 1937 (архіт.)                | вулиця Короленка, 6                                     |
| 31 | Школа № 11 | 1954-1956 (архіт.)           | вулиця Свободи, 8                                       |
| 32 | Школа № 12 | 1939 (архіт.)                | вулиця Ярослава Мудрого, 2                              |
| 33 | Школа № 14 | 1937 (архіт.)                | вулиця 1-го Травня, 54                                  |
| 34 | Яслі — сад № 1 | 1954 (архіт.)                | вулиця Короленка, 13/12                                 |